# Platypalpus cilitarsis
Platypalpus cilitarsis är en tvåvingeart som beskrevs av Frey 1943. Platypalpus cilitarsis ingår i släktet Platypalpus och familjen puckeldansflugor. Inga underarter finns listade i Catalogue of Life.